# Ambrogio Talento
Ambrogio Talento o Tolento o Talenti o Talenti Fiorenza (Firenze, ... – Napoli, 1528) è stato un vescovo cattolico italiano. 
È stato nominato vescovo di Asti nel 1528.

## Biografia
Ambrogio discendeva dalla nobile famiglia fiorentina dei Talenti.
Si trasferirono in Lombardia ed un Bernardo Talenti risulta vescovo di Lodi nel XIII secolo.
Divennero  signori di Mairago e Grazzanello nel XV secolo, acquisirono nel 1614 i marchesati di Conturbia (Agrate Conturbia, Novara) e Morgengo (Caltignaga, Novara).
Nella seconda metà del XVII secolo divennero anche marchesi de la Fuente.
Voluto fortemente da Francesco I sulla cattedra di Asti, Ambrogio non raggiunse mai la diocesi, perché morì sei mesi dopo la sua elezione quando ancora si trovava nel Regno di Napoli.
Per non lasciare la sede vacante, la diocesi venne amministrata dal cardinale Agostino Trivulzio.